# Mähren-Schlesien
Mähren-Schlesien (tjeckiska: Moravskoslezský kraj) är en administrativ region i Tjeckien sedan 2000. Tidigare hette regionen Ostravaregionen.
Ostrava är största ort (sett både till ytan och till invånarantal) i regionen och är regionens administrativa centrum.
Mähren-Schlesien gränsar till Polen i norr, och Slovakien i öst. 
Sigmund Freud, psykoanalysens fader, är född i Mähren-Schlesien.

## Distrikt
- Bruntál
- Frýdek-Místek
- Karviná
- Nový Jičín
- Opava
- Ostrava

## Kommuner
- Bílovec
- Bohumín
- Bruntál
- Český Těšín
- Frenštát pod Radhoštěm
- Frýdek-Místek
- Frýdlant nad Ostravicí
- Havířov
- Hlučín
- Jablunkov
- Karviná
- Kopřivnice
- Kravaře
- Krnov
- Nový Jičín
- Odry
- Opava
- Orlová
- Ostrava
- Rýmařov
- Třinec
- Vítkov